# Steve McJannett
Steve McJannett (né le 11 janvier 1982 à Kanata, dans la province de l’Ontario au Canada) est un joueur professionnel canadien de hockey sur glace.

## Carrière de joueur
Après avoir joué avec les Lasers de Kanata Valley de la Ligue centrale de hockey junior A, il se joint en 2002 aux Lakers de Lake Superior State qui évoluent dans le groupement Central Collegiate Hockey Association de la NCAA.
Il porte les couleurs de cette université pendant quatre saisons, puis en vue de la saison 2006-2007, il se joint à l’Inferno de Columbia de l'East Coast Hockey League.
Il poursuit ensuite sa carrière avec les Everblades de la Floride et les Grizzlies de l'Utah.
En novembre 2011, il dispute quelques matchs avec les Privateers de 1000 Islands de la Federal Hockey League, puis il se joint aux Royals de Corner Brook de la Newfoundland Senior Hockey League.
Le 25 août 2012 il signe un contrat avec les Riverkings de Cornwall de la Ligue nord-américaine de hockey.
Le 9 juin 2013 il est réclamé par les Braves de Valleyfield lors du repêchage d'expansion. Le 24 septembre 2013 il est cependant de retour avec son ancienne équipe, puisqu'il est échangé en compagnie de Dominic Chiasson aux Riverkings de Cornwall.

## Statistiques
| Saison    | Équipe                        | Ligue |    | Saison régulière | Saison régulière | Saison régulière | Saison régulière | Saison régulière |   | Séries éliminatoires | Séries éliminatoires | Séries éliminatoires | Séries éliminatoires | Séries éliminatoires |
| Saison    | Équipe                        | Ligue | PJ | B                | A                | Pts              | Pun              | PJ               | B | A                    | Pts                  | Pun                  |                      |                      |
| 2001-2002 | Lasers de Kanata Valley       | LCHJ  | 49 | 8                | 39               | 47               | 135              |                  |   |                      |                      |                      |                      |                      |
| 2002-2003 | Lakers de Lake Superior State | NCAA  | 26 | 2                | 4                | 6                | 24               |                  |   |                      |                      |                      |                      |                      |
| 2003-2004 | Lakers de Lake Superior State | NCAA  | 34 | 4                | 4                | 8                | 24               |                  |   |                      |                      |                      |                      |                      |
| 2004-2005 | Lakers de Lake Superior State | NCAA  | 38 | 2                | 10               | 12               | 30               |                  |   |                      |                      |                      |                      |                      |
| 2005-2006 | Lakers de Lake Superior State | NCAA  | 35 | 7                | 8                | 15               | 54               |                  |   |                      |                      |                      |                      |                      |
| 2006-2007 | Inferno de Columbia           | ECHL  | 46 | 10               | 8                | 18               | 26               | -                | - | -                    | -                    | -                    |                      |                      |
| 2007-2008 | Inferno de Columbia           | ECHL  | 54 | 16               | 20               | 36               | 105              | 13               | 1 | 11                   | 12                   | 12                   |                      |                      |
| 2008-2009 | Everblades de la Floride      | ECHL  | 29 | 6                | 5                | 11               | 59               | 6                | 1 | 1                    | 2                    | 4                    |                      |                      |
| 2009-2010 | Everblades de la Floride      | ECHL  | 21 | 2                | 6                | 8                | 55               | -                | - | -                    | -                    | -                    |                      |                      |
| 2009-2010 | Grizzlies de l'Utah           | ECHL  | 23 | 2                | 4                | 6                | 66               | 9                | 0 | 2                    | 2                    | 13                   |                      |                      |
| 2011-2012 | Privateers de 1000 Islands    | FHL   | 7  | 2                | 3                | 5                | 7                | -                | - | -                    | -                    | -                    |                      |                      |
| 2011-2012 | Royals de Corner Brook        | NLSHL | 12 | 4                | 8                | 12               | 11               | 5                | 0 | 4                    | 4                    | 20                   |                      |                      |
| 2012-2013 | Riverkings de Cornwall        | LNAH  | 25 | 5                | 7                | 12               | 26               | -                | - | -                    | -                    | -                    |                      |                      |